# Лубенський молочний завод

Адміністративна будівля заводу

ТОВ «Лубенський молочний завод» (ТМ «Гармонія») — харчове підприємство Полтавщини з розташовуванням у Лубнах.

## Історія
У 1937 році був створений маслозавод із невеликим асортиментом виробів. Нова історія підприємства розпочалась у 1993-му р., відколи був зведений новий, потужніший завод.

## Стандарт якості
ТОВ «Лубенський молочний завод» одним із перших серед молокопереробних підприємств України розробив і впровадив у себе Інтегровану систему управління якістю та Систему управління безпечністю харчових продуктів, що відповідають вимогам стандарту ДСТУ ISO 9001:2009 та Національного стандарту ДСТУ 22000:2007.

## Продукція
Асортимент продукції, яка тепер випускається під торговою маркою «Гармонія», налічує близько 200 найменувань. Щодоби ТОВ «Лубенський молочний завод» виробляє понад 100 тонн продукції з незбираного молока, працює виробництво морозива, масла, кисломолочних і функціональних продуктів, десертів, йогуртів, декількох видів сирів.

## Внутрішня стратегія
Під керівництвом генерального директора Володимира Миколайовича Дороша, ТОВ «Лубенський молочний завод» активно розвивається. Щороку на технічне переобладнання заводу витрачають до 60 % прибутку. Підприємство нарощує нові потужності, відкриває нові підрозділи.
Підприємством проводять екскурсії.